# Breasta
Breasta est une commune roumaine située dans le județ de Dolj.